# 赫尔德·巴塔利亚·多斯桑托斯
赫尔德·巴塔利亚·多斯桑托斯（Helder Bataglia dos Santos）1947年1月25日出生于葡萄牙首都里斯本附近的塞沙尔。
赫尔德·巴塔利亚是葡萄牙、安哥拉商人，经营以安哥拉为主的非洲项目投资、融资及开发业务。他也是Escom集团 的创始人兼总裁。他还担任Eaglestone 集团的非执行经理一职。

## 在安哥拉度过的青少年时光
1949年，在赫尔德·巴塔利亚一岁时，他的父亲前往仍为葡萄牙殖民地的安哥拉，负责管理一家德国鱼粉厂。赫尔德·巴塔利亚在安哥拉法尔塔湾长大，并在当地学校读书。1957年，10岁的赫尔德·巴塔利亚离开家前往本吉拉中学读书，随后进入万博工业学校研习工程学，但由于服役而中断。
1969至1972年间，赫尔德·巴塔利亚在葡军服役，并和投身于非殖民化运动的战友走得较近。1972年至1974年间，他创办的鱼类加工厂凭借新型烘干技术一举成功。这次经历也为其财务成功拉开序幕。
1975年，安哥拉内战爆发前夕，赫尔德·巴塔利亚和妻女迁往葡萄牙里斯本定居。

## 职业生涯

### 在阿拉伯世界及苏联的业务
在里斯本居住期间，赫尔德·巴塔利亚决定从商，并为此前往中东国家，尤其是科威特、伊朗、伊拉克和阿尔及利亚。1980年，他在埃及结识了一位土木工程领域的意大利建筑商的女儿，后来成为了他的第二任妻子。
1982年，赫尔德·巴塔利亚参与了一项大型国际合作项目，该项目在阿尔及利亚发展职业培训。1985年，赫尔德·巴塔利亚前往苏联参与四座制革厂和四座鞋厂的建设。该项目由苏联政府向意大利订购。
意大利政府委托一家企业联盟来完成该项目，而该联盟则选择了其岳父所经营的Codest公司来负责工厂的修建。赫尔德·巴塔利亚的岳父邀请他参与这八座工厂的修建工作。

### 在安哥拉创建Escom集团
1991年，赫尔德·巴塔利亚返回葡萄牙。投资银行Espirito Santo 为了在安哥拉进行投资，委托其在该国建立Escom集团。赫尔德·巴塔利亚将集团业务发展至刚果共和国（刚果布）（2000年）、南非（2009年）及莫桑比克（2011年），他在莫斯比克建立Escom集团子公司Networx Moçambique Lda 。
该企业专营房地产、钻石生产以及能源业务（石油、电动涡轮和可再生能源）。目前，关于出售Espirito Santo投行在Escom集团所持股份的67%的协商正在进行。
2014年以来，赫尔德·巴塔利亚与国际投资基金建立关系，以帮助非洲基础设施及交通领域项目的实施，尤其是在安哥拉和莫桑比克。

### 和中国的关系
2004年，赫尔德·巴塔利亚为中国投资者打开了安哥拉的大门。他通过其子公司中国景瑞国际有限公司（China Beiya Escom International Limited） 和安哥拉国有石油公司（SONANGOL）的工作，为加深中国和安哥拉的联系发挥了重要作用。通过该合作，中国向安哥拉重建进程提供了大规模援助。

### 潜水艇事件
2004年，Escom协助GSG 德国潜水艇企业联盟（German Submarine Consortium）确定了向葡萄牙出售潜水艇 （页面存档备份，存于）的佣金数额。
交易的成功为Escom带来了售价2.5%即2500万欧元的收入。葡萄牙公共检察官办公室认为佣金高昂，下令调查是否有参与谈判的政界人士借机谋取私利。 
Escom管理层已多次被要求陈述，但并未发现任何对其不利的证据。2014年8月25日，议会调查委员会主席主持的听证会结束了历时十年的调查，宣告赫尔德·巴塔利亚没有任何不法行为 。

## 慈善活动
1995年，赫尔德·巴塔利亚创建了非政府组织Apoiar África，主要在莫桑比克和安哥拉的教育领域开展活动。该组织第一批人道主义行动就包括在安哥拉建立一所孤儿院。另外，Escom集团还在安哥拉开展社会活动，尤其是在初级教育和成年人扫盲，以及疫苗宣传领域。

## 荣誉
2007年，赫尔德·巴塔利亚在葡萄牙荣获恩里克王子司令勋章，以肯定其为安哥拉和葡萄牙关系发展所发挥的作用 。另外，他还荣获刚果共和国总统颁发的功绩勋章 。

## 出版著作
2012年，为了宣传安哥拉今天的面貌和活力，赫尔德·巴塔利亚传版了一本名为《新安哥拉肖像》（Portrait of a New Angola）的英文著作，采用弗朗契斯卡·加里安尼（Francesca Galliani）和沃尔特·费南德斯（Walter Fernandes）的摄影作品。该书由Skira出版社出版，印刷量5,000册。

## 资料来源
1. ↑  .   [2014-09-26]. （原始内容存档于2017-02-04）.
2. ↑  .   [2014-09-26]. （原始内容存档于2021-01-19）.
3. ↑  ONEP项目 - 1982 ：职业培训中心，涉及领域包括机械、缝纫、绘图、摄影、机电、木工、制锁等
4. ↑  .   [2014-09-26]. （原始内容存档于2014-10-18）.
5. ↑  .   [2014-09-26]. （原始内容存档于2016-03-14）.
6. ↑  http://hlgxx.com/china-beiya-escom-international-limited-itpoei/#.U6lsufl_vwg
7. ↑  .   [2014-09-26]. （原始内容存档于2016-03-04）.
8. ↑  .   [2014-09-26]. （原始内容存档于2018-06-12）.
9. ↑  杂志Exame Angola 2010年6月 -  20页、21页
10. ↑  布拉柴维尔快报n°292  2007年8月13日周一  第5页